# Walki (Kaliningrad)
Walki (Вальки, deutsch Waldkeim) ist ein Ort in der Oblast Kaliningrad (Gebiet Königsberg (Preußen)) der Russischen Föderation. Die Siedlung (russisch Posselenije) gehört zum Dolgorukowskoje selskoje posselenije (Dorfsowjet Dolgorukowo (Domtau)) im Munizipalkreis Rajon Bagrationowsk (Stadtkreis Preußisch Eylau).

## Geographische Lage
Walki liegt westlich des Flüsschens Maiskaja (deutsch Pasmar) im südlichen Westen der Oblast Kaliningrad, im Norden des heutigen Ortsbereichs Dolgorukowo (Domtau), zehn Kilometer nordwestlich der früheren Kreis- und heutigen Rajonshauptstadt Bagrationowsk (Preußisch Eylau).

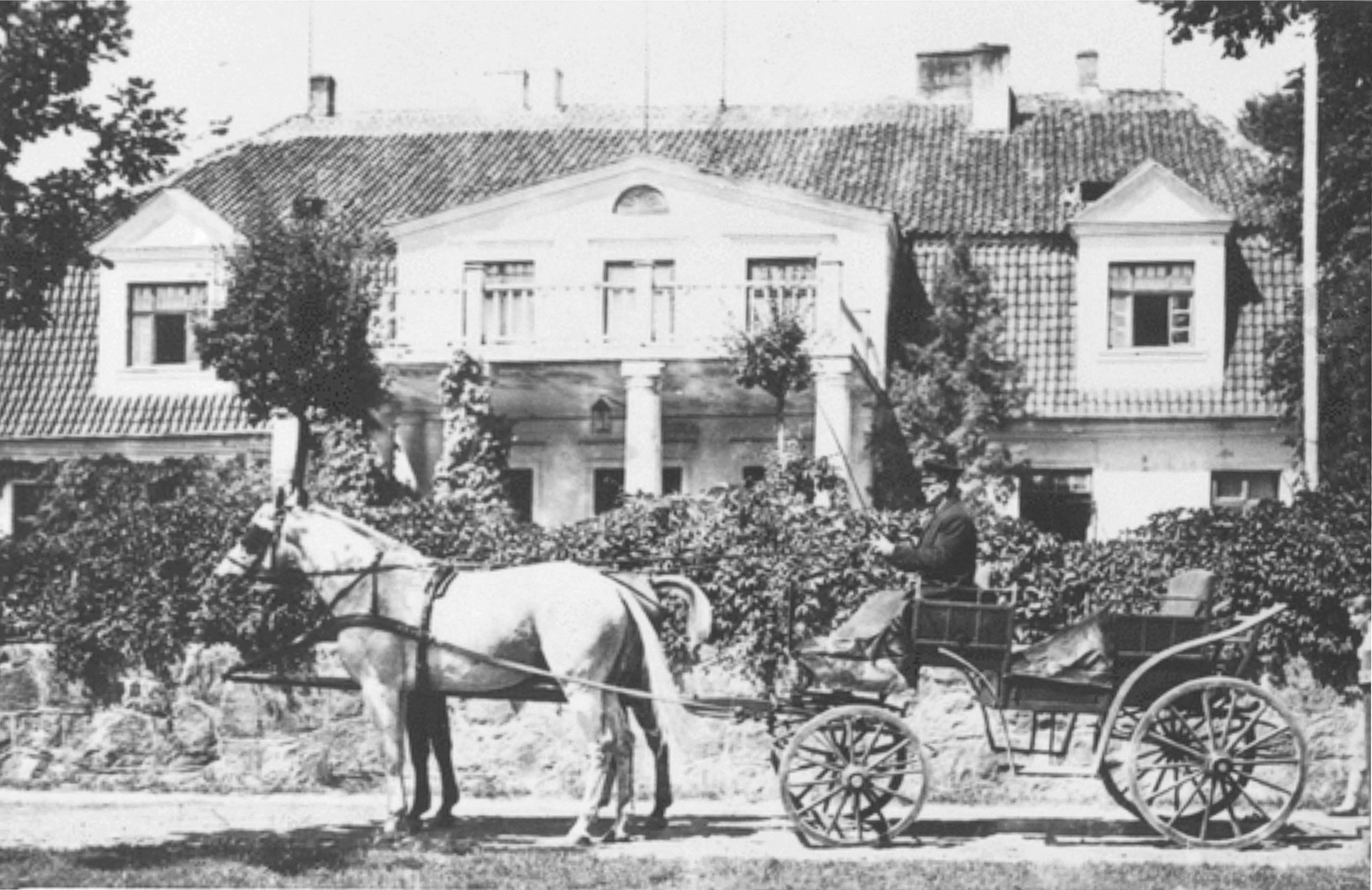
Jagdwagen vor dem Gutshaus Waldkeim (1920er Jahre)

## Geschichte

### Ort
Der Gutsort Wallkaymen mit seinem großen Park und Teich entstand um 1400. Nach 1414 nannte man das Dorf Wallckem, nach 1595 Walkaym, vor 1785 Walkheim und danach bis 1947 Waldkeim. 1874 kam der Gutsbezirk Waldkeim zum Amtsbezirk Wogau (russisch Lermontowo) im Kreis Preußisch Eylau innerhalb des Regierungsbezirks Königsberg der preußischen Provinz Ostpreußen. Im Jahre 1910 zählte Waldkeim 110 Einwohner.
Am 30. September 1928 verlor Waldkeim seine Eigenständigkeit und wurde in die Landgemeinde Pompicken (russisch Dolgorukowo) eingegliedert – und damit auch vom Amtsbezirk Wogau in den Amtsbezirk Wackern (russisch Jelanowka) umgegliedert.
In Kriegsfolge kam Waldkeim 1945 mit dem gesamten nördlichen Ostpreußen zur Sowjetunion. Die Grenze zum an Polen abgetretenen südlichen Ostpreußen (heutige Staatsgrenze Russland/Polen und EU-Außengrenze) verläuft nur sieben Kilometer weiter südlich. 1947 bekam Waldkeim die russische Namensform „Walki“ und wurde nach Dolgorukowo (Domtau) im  Tschapajewski selski Sowet (Dorfsowjet Tschapajewo (Schlauthienen)) eingegliedert. 1997 wurde Walki wieder verselbständigt und war bis 2016 der Dolgorukowskoje selskoje posselenije (Landgemeinde Dolgorukowo (Domtau)) zugehörig. Seit 2017 gehört sie zum Stadtkreis Bagrationowsk (Preußisch Eylau) in der Oblast Kaliningrad (Gebiet Königsberg (Preußen)) in Russland.

### Gut
Das Rittergut Waldkeim in dem größeren preußischen Dorf, wurde zur Ordenszeit von Bauern besiedelt. Es wurde verschiedentlich in den Kriegen des Ordens (Hungerkrieg, Städtekrieg) stark in Mitleidenschaft gezogen. Im 18. Jahrhundert gehörte das Gut zur Familie Dönhoff der Linien Friedrichstein und Dönhoffstädt. 1913 kaufte es Carl Hüttenbach (1887–1964). Er war der letzte Eigentümer auf Waldkeim, kämpfte als getaufter Jude in der Schlacht bei Tannenberg (1914), wurde als Artilleriebeobachter an der Ostfront eingesetzt und konnte als russischer Kriegsgefangener fliehen und über Umwege nach Ostpreußen heimkehren. Als Angehöriger des Corps Rhenania Bonn lud er seine Corpsbrüder regelmäßig nach Waldkeim ein.
1934/35 musste das Gut Waldkeim etwa 50 Hektar seiner Betriebsfläche von 441 Hektar für die Anlage des Truppenübungsplatzes Stablack abgeben. Alle Jagdwaffen auf dem Gut wurden eingezogen. Die Söhne Horst und Hans Hüttenbach kämpften als Freiwillige im Zweiten Weltkrieg in der Schlacht um Königsberg. Hans Hüttenbach ist seither verschollen, sein Bruder Horst kehrte aus englischer Gefangenschaft zurück und fand seine Eltern in Bonn wieder.

## Kirche
Waldkeim gehörte mit seiner überwiegend evangelischen Bevölkerung vor 1945 zum Kirchspiel Dollstädt (russisch Krasnosnamenskoje). Es war dem Kirchenkreis und Superintendenturbezirk Preußisch Eylau innerhalb der Kirchenprovinz Ostpreußen der Kirche der Altpreußischen Union zugeordnet.
Heute liegt Walki im Einzugsgebiet der Dorfkirchengemeinde in Gwardeiskoje (Mühlhausen). Sie ist Filialgemeinde der Auferstehungskirche in Kaliningrad (Königsberg) innerhalb der Propstei Kaliningrad der Evangelisch-Lutherischen Kirche Europäisches Russland.

## Verkehr
Walki liegt östlich der Straße Krasnosnamenskoje (Dollstädt)–Pogranitschnoje (Hussehnen) und ist über den Abzweig Podgornoje (Penken) zu erreichen.

## Persönlichkeit
- Elise Augustat (* 20. Juli 1889 in Waldkeim), deutsche Politikerin (KPD), Reichstagsabgeordnete († 1940)